# Rochebrune (Altos-Alpes)
Rochebrune é uma comuna francesa na região administrativa da Provença-Alpes-Costa Azul, no departamento de Altos-Alpes. Estende-se por uma área de 12,37 km². Em 2010 a comuna tinha 177 habitantes (densidade: 14,3 hab./km²).